# Humankind (videogioco)
Humankind è un videogioco di genere strategico 4X, sviluppato da Amplitude Studios, e pubblicato da SEGA il 17 agosto 2021. Il gioco è stato annunciato formalmente da SEGA al Gamescom di agosto 2019, ed è considerato il "capolavoro" di Amplitude.

## Modalità di gioco
Confrontabile con la serie Civilization di Sid Meier, Humankind porta i giocatori a guidare la loro civiltà attraverso sei grandi ere della civiltà umana, a partire dal Neolitico, e a definire come espandere i confini, sviluppare le città, ricercare nuove tecnologie, controllare il suo esercito e varie unità civili e interagire con le altre civiltà su un pianeta virtuale generato casualmente all'inizio di ogni nuova partita. Una peculiarità del gioco è che il giocatore, ad ogni nuova epoca raggiunta, può selezionare uno tra i dieci tipi di civiltà in base alle socialità storiche, ognuna con i propri vantaggi e svantaggi, e dato che il giocatore può selezionare civiltà diverse col passare del tempo, esistono potenzialmente un milione di diversi pattern di civiltà infine sviluppabili.
La costruzione della civiltà segue il modello di Endless Legend, altro gioco della Amplitude. Ogni continente possiede vari territori, ognuno dei quali può contenere una sola città. Col tempo, la città può espandersi, e contenere fattorie e altre risorse, oltre che a nuove aree urbane vicine al centro cittadino, permettendo la creazione di grandi metropoli in ogni territorio. Inoltre, nel caso un giocatore abbia a che fare con un esercito ostile, il gioco usa un formato in stile gioco di ruolo tattico per una risoluzione dettagliata per le battaglie, dando al giocatore l'opportunità di sfruttare a proprio vantaggio il terreno e le abilità speciali delle sue unità. Tali battaglie durano solo tre turni di combattimento prima che il gioco ritorni alla sua prospettiva globale standard, e dunque le guerre possono persino durare anni in tale scala.
Sempre in modo analogo a Endless Legend, il giocatore può ottenere risorse come cibo, industria, oro, scienza e influenza, spendibili per accelerare produzioni o avanzare di tecnologia, o usabili come beni di commercio con altre culture. Il gioco aggiunge anche un elemento chiamata Fama, che si ottiene quando si scopre una certa tecnologia per primi o si costruisce una Meraviglia Mondiale; la Fama rimane una misura persistente ai relativi successi della civiltà, e può avere notevoli effetti sulle decisioni del gioco. Inoltre, se in Civilization vi sono molteplici condizioni di vittoria, in Humankind si può vincere solamente in base al punteggio Fama dopo un determinato numero di turni, permettendo maggior flessibilità nella propria strategia di vittoria, o tramite un evento che segna l'effettiva fine del gioco. Il gioco include anche vari personaggi ed eventi in base ai registri storici con i quali il giocatore può interagire.

## Contenuti scaricabili
| Titolo DLC                     | Testo del titolo  | Testo del titolo |
| ------------------------------ | ----------------- | --- |
| Cultures of Africa Pack        | 20 gennaio 2022   | - 6 nuove Culture (Bantu, Garamanti, Swahili, Maasai, Etiopi e Nigeriani) - 5 nuove Meraviglie (Monte Kilimangiaro, Cascate Vittoria, Roccia di Zuma, Lago Natron e Grande moschea di Djenné - 7 personaggi indipendenti - 15 eventi narrativi - 18 nuove tracce musicali |
| Cultures of Latin America Pack | 9 giugno 2022     | - 6 nuove Culture (Caralan, Nazca, Taino, Inca, Argentini e Cubani) - 6 nuove Meraviglie (Piramide del Sole di Teotihuacan, Stadio Maracanã, Salar de Uyuni, Salto Angel, Lencois Maranhenses e Deserto di Atacama) - 9 personaggi indipendenti - 15 eventi narrativi - 33 nuove tracce musicali |
| Together We Rule               | 9 novembre 2022   | - Nuova caratteristica: Forum Interimperiale - Congresso dell'Umanità - Nuova valuta: Influenza - Nuovo Quartiere: Ambasciata (sblocca nuove possibilità di interagire con gli altri imperi) - Nuova famiglia: agenti (Emissario, Spia e Maestro Spia) - 6 nuove Culture (Sumeri, Cinesi Han, Bulgari, Svizzeri, Scozzesi e Singaporiani), con una nuova affinità Diplomatica - 6 nuove Meraviglie - 15 eventi narrativi (di cui 4 eventi tra imperi diversi) - 22 nuove tracce musicali |
| Para Bellum                    | 26 aprile 2023    | - 6 nuove Meraviglie: Scuderie di Pi-Ramses, Colosseo, Cittadella di Alamut, Hôtel des Invalides, Kaiserliche Werft e il Pentagono. |
| Cultures of Oceania            | 11 settembre 2023 | - 6 nuove Culture (Pama-Nyunga, Polinesiani, Rapa Nui, Maori, Hawaiani e Neozelandesi) - 6 nuove Meraviglie (tra cui l'Osservatorio di Mauna Kea e il Whakaari/White Island) - 7 Popoli Indipendenti - 15 eventi narrativi - 28 nuove tracce musicali composte da Arnaud Roy |

## Sviluppo
Amplitude Studios in passato aveva già sviluppato videogiochi 4X come la serie Endless, tra cui Endless Space e Endless Legend. Lo studio di sviluppo mira a rendere Humankind il loro capolavoro, il progetto era in già in mente da diverso tempo ma, con la recente acquisizione da parte di SEGA dell'azienda, ha notevolmente aiutato a rendere reale e possibile il progetto tanto desiderato. Humankind è stato infine annunciato al gamescom dell'agosto 2019.
Il gioco ha anche ricevuto una demo esclusiva di sette giorni disponibile su Google Stadia, a partire dal 21 ottobre 2020.